# Unín
Unín és un poble i municipi d'Eslovàquia que es troba a la regió de Trnava, a l'oest del país. El 2023 tenia 1.180 habitants.

## Història
La primera menció escrita de la vila es remunta al 1392.

## Demografia
| Godina             | 1994 | 2004   | 2014   | 2024   |
| ------------------ | ---- | ------ | ------ | ------ |
| Nombre de persones | 1149 | 1180   | 1240   | 1168   |
| Diferència         |      | +2,69% | +5,08% | −5,80% |

| Godina             | 2023 | 2024   |
| ------------------ | ---- | ------ |
| Nombre de persones | 1180 | 1168   |
| Diferència         |      | −1,01% |